# Sandro Nicević
Sandro Nicević (nacido el 16 de junio de 1976 en Pula Croacia) es un jugador de baloncesto profesional croata, que en la actualidad milita en las filas del Orlandina Basket de la LEGA.

## Características
Nicević es un jugador con calidad ofensiva en el poste bajo y de cara al aro, y con experiencia en distintas ligas europeas y Euroliga, por lo que formaría parte de los juegos interiores de los equipos más grandes de Europa.

## Palmarés
- Medalla de plata con la Selección de Croacia en el Europeo Junior de 1994.
- Campeón de la Liga de Croacia con Cibona de Zagreb en las temporadas 1997-98, 1998-99, 1999-00 y 2000-01.
- Campeón de la Copa de Croacia con Cibona de Zagreb en las temporadas 1998-99 y 2000-01.
- Campeón de la Copa de Francia con Le Mans en la temporada 2003-04.
- Campeón de la Liga ACB con el Unicaja en la temporada Liga ACB 2005-06.[2]
- 2.º Mejor quinteto de la Eurocup (2009)

## Selección
Internacional con la Selección Nacional Absoluta de Croacia.

## Trayectoria deportiva
- 1994-95 - Franck Zagreb  Croacia
- 1995-97 - Benston Zagreb  Croacia
- 1997-01 - Cibona Zagreb  Croacia
- 2000-01 - Olimpija Ljubljana
- 2001-04 - Le Mans  Francia
- 2004-05 - AEK Atenas B.C.  Grecia
- 2005-06 - Unicaja Málaga, liga ACB  España
- 2006-07 - Le Mans  Francia
- 2007-08 - Beşiktaş Cola Turka  Turquía
- 2008-11 - Benetton Treviso, LEGA  Italia
- 2011-12 - Sutor Basket Montegranaro, LEGA  Italia
- 2013 - Treviso Basket  Italia
- 2013 - Cibona Zagreb  Croacia
- 2013– Act.	Orlandina Basket  Italia